# لويس إم. لوب
لويس إم. لوب (بالإنجليزية: Louis M. Loeb)‏ هو محامي أمريكي، ولد في 12 يوليو 1898، وتوفي في 16 مارس 1979 في سان دييغو في الولايات المتحدة.